# Куп Републике Српске у фудбалу 2017/18.
Куп Републике Српске у фудбалу 2017/18. је двадесет и пета сезона овог такмичења које се одржава на територији Републике Српске у организацији Фудбалског савеза Републике Српске.
У Купу Републике Српске учествују фудбалски клубови са подручја Републике Српске. Клубови нижег нивоа такмичења морају у оквиру подручних савеза изборити учешће у Купу. Такмичењу се од шеснаестине финала прикључују и клубови из Прве лиге Републике Српске и клубови из Републике Српске који се такмиче у Премијер лиги Босне и Херцеговине.
До полуфинала се игра по једна утакмица, у полуфуналу две а финална утакмица се игра на стадиону одређеном накнадно или се играју две утакмице.
Ове сезоне су финалисти били Радник из Бијељине и екипа Крупе. Одређено је да се финална утакмица одигра 24. маја 2018. године на Градском стадиону у Приједору. Утакмица је завршена нерешено 1:1, а Радник је освојио трећи узастопни куп након бољег извођења једанаестераца (6:5).

## Шеснаестина финала
- Утакмице су игране 13. септембра 2017.[5]

| Бр. ут. | Домаћин                | Резултат       | Гост                     |
| ------- | ---------------------- | -------------- | ------------------------ |
| 1       | Сутјеска Фоча          | 0:2            | Славија Источно Сарајево |
| 2       | Дрина Зворник          | 0:4            | Радник Бијељина          |
| 3       | ФК Вележ Невесиње      | 1:1 (4:3 Пен.) | ФК Подриње Јања          |
| 4       | Гласинац 2011          | 0:1            | Звијезда 09              |
| 5       | Леотар                 | 3:1            | Будућност Пилица         |
| 6       | ОФК Шековићи           | 0:5            | Слога Горње Црњелово     |
| 7       | Младост Доња Слатина   | 10:1           | Младост Рогатица         |
| 8       | Жељезничар Бања Лука   | 1:2            | Борац Бања Лука          |
| 9       | Слобода Мркоњић Град   | 3:1            | Рудар Приједор           |
| 10      | Љубић Прњавор          | 1:6            | Модрича Алфа             |
| 11      | Карановац              | 0:1            | Слога Добој              |
| 12      | Минерал Бања Врућица   | 3:3 (7:8 Пен.) | Текстилац Дервента       |
| 13      | Радник Козарска Дубица | 0:4            | Крупа                    |
| 14      | Борац Шамац            | 1:2            | Јединство Жеравица       |
| 15      | Младост Бајинци        | 1:0            | Козара Градишка          |
| 16      | Партизан Костајница    | 2:4            | Горица Шипово            |

## Осмина финала
| Бр. ут. | Домаћин              | Резултат       | Гост                     |
| ------- | -------------------- | -------------- | ------------------------ |
| 1       | Леотар               | 0:0 (4:3 Пен.) | Звијезда 09              |
| 2       | Модрича Алфа         | 4:1            | Слобода Мркоњић Град     |
| 3       | Младост Доња Слатина | 1:2            | Слога Добој              |
| 4       | Горица Шипово        | 0:3            | Крупа                    |
| 5       | ФК Вележ Невесиње    | 0:0 (5:4 Пен.) | Текстилац Дервента       |
| 6       | Радник Бијељина      | 1:1 (5:4 Пен.) | Борац Бања Лука          |
| 7       | Јединство Жеравица   | 1:3            | Слога Горње Црњелово     |
| 8       | Младост Бајинци      | 0:7            | Славија Источно Сарајево |

## Четвртфинале
| Бр. ут. | Домаћин           | Резултат | Гост                     |
| ------- | ----------------- | -------- | ------------------------ |
| 1       | Леотар            | 3:1      | Славија Источно Сарајево |
| 2       | ФК Вележ Невесиње | 0:2      | Радник Бијељина          |
| 3       | Слога Добој       | 2:4      | Крупа                    |
| 4       | Модрича Алфа      | 2:0      | Слога Горње Црњелово     |

## Полуфинале
| Утак. | Клуб, Место      | Укупан резултат | Клуб, Место            | 1. утакмица 21. март 2018. | 2. утакмица 25. април 2018. |
| ----- | ---------------- | --------------- | ---------------------- | -------------------------- | --------------------------- |
| 1.    | Леотар, Требиње  | 0:3             | Крупа, Крупа на Врбасу | 0:0                        | 0:3                         |
| 2.    | Радник, Бијељина | 5:5 (5:3 Пен.)  | Модрича Алфа, Модрича  | 2:3                        | 3:2                         |

## Финале
24. мај 2018. Градски стадион, Приједор
| Клуб, Место      | Резултат       | Клуб, Место            |
| ---------------- | -------------- | ---------------------- |
| Радник, Бијељина | 1:1 (6:5 Пен.) | Крупа, Крупа на Врбасу |

| Победник Купа Републике Српске у фудбалу 2017/18. |
| ------------------------------------------------- |
| ФК Радник Бијељина 6. титула                      |